# Валенец
Валенец — небольшой круглый хлебец, сайка, обвалянная сверху мукой. Название характерно для Псковской, Рязанской, Тверской, Ярославской и Вологодской губерний России.
Выпекался из пшеничной, просеянной через сито (ситной) муки и кислого (дрожжевого) теста; на поду русской печи, но сверху не смачивался, а посыпался мукой. Имел круглую форму и отличался от сайки также небольшим круглым возвышением посередине его верхней корки.